# Abdulmalek Al-Khaibri
Abdulmalek Al-Khaibri (właśc. Abdulmalek Abdullah Al Khaibri; ar. عبدالملك الخيبري; ur. 13 marca 1986 w Rijadzie) – saudyjski piłkarz, występujący na pozycji pomocnika, w przeszłości występował w saudyjskich klubach, najwięcej występów zanotował w barwach Asz-Szabab Rijad. 26-krotny reprezentant Arabii Saudyjskiej. Uczestnik Mistrzostw Świata 2018, na których nie zagrał jednak ani minuty.

## Statystyki

### Klubowe
Na podstawie:
| Klub             | Sezonów | Liga                        | Liga  | Liga   | Puchar krajowy | Puchar krajowy | Kontynentalne | Kontynentalne | Suma  | Suma   |
| Klub             | Sezonów | Liga                        | Mecze | Bramki | Mecze          | Bramki         | Mecze         | Bramki        | Mecze | Bramki |
| ---------------- | ------- | --------------------------- | ----- | ------ | -------------- | -------------- | ------------- | ------------- | ----- | ------ |
| Al-Qadisiyah FC  | 4       | Saudi Professional League   | 14    | 0      | 1              | 0              | –             | –             | 15    | 0      |
| Asz-Szabab Rijad | 8       | Saudi Professional League   | 108   | 1      | 26             | 0              | 41            | 0             | 175   | 1      |
| Al-Hilal         | 3       | Saudi Professional League   | 33    | 0      | 9              | 0              | 19            | 0             | 61    | 0      |
| Asz-Szabab Rijad | 2       | Saudi Professional League   | 21    | 0      | 0              | 0              | –             | –             | 21    | 0      |
| Al-Riyadh SC     | 1       | Saudi First Division League | 15    | 1      | 0              | 0              | –             | –             | 15    | 1      |
|                  | Łącznie | Łącznie                     | 191   | 2      | 36             | 0              | 60            | 0             | 287   | 2      |

### Reprezentacyjne
Na podstawie:
| Rok     | Rozgrywki          | Mecze | Gole | Kartki |
| ------- | ------------------ | ----- | ---- | ------ |
| 2015    | Eliminacje MŚ 2018 | 16    | 0    | x2     |
| 2016    | Eliminacje MŚ 2018 | 16    | 0    | x2     |
| 2017    | Eliminacje MŚ 2018 | 16    | 0    | x2     |
| 2018    | MŚ 2018            | 0     | 0    |        |
| 2022    | Eliminacje MŚ 2022 | 2     | 0    |        |
|         |                    |       |      |        |
|         | Mecze towarzyskie  | 8     | 0    |        |
| Łącznie | Łącznie            | 26    | 0    | x2     |

## Sukcesy
Na podstawie:

### Klubowe
Z Asz-Szabab:
- Mistrz Arabii Saudyjskiej 2011/12
- Puchar Arabii Saudyjskiej 2008/09, 2013/14
- Superpuchar Arabii Saudyjskiej 2014/15

Z Al-Hilal:
- Zwycięzca Ligi Mistrzów AFC 2018/19
- Mistrz Arabii Saudyjskiej 2016/17, 2017/18
- Puchar Arabii Saudyjskiej 2016/17